# MVP (All-Americans)
MVP (All-Americans) to wydany w 2001 roku mixtape DJ-a Envy. Wystąpili na nim między innymi Foxy Brown, DMX, Jadakiss i Eve.

## Lista utworów
1. "Intro" (Fox 5)
2. "Oh Yeah" (Foxy Brown)
3. "Change The Game (Rmx)" (DJ Clue ft. Jay-Z, Beanie Sigel, Memphis Bleek, Kurupt & Daz)
4. "Get Ur Freak On" (Missy)
5. "That's What It Is" (Eve ft. Styles P)
6. "Marcy" (DJ Clue ft. Memphis Bleek & Geda)
7. "Put Your Hands Up" (Jadakiss)
8. "Get Fucked Up (Rmx)" (Iconz ft. Lil' Kim
9. "That's Crazy" (Black Rob)
10. "Gangsta Bitches" (Eve ft. Da Brat & Trina)
11. "Life Ain't A Game" (Ja Rule)
12. "Watchin' Me" (Dutch-N-Spade)
13. "Off The Chain" (Drag-On)
14. "Ain't No Sunshine" (DMX)
15. "SuperModel" (Cappadonna ft. Ghostface)
16. "Pop, Pop, Pop" (Vita ft. Tah Murda, Black Child & Wiz Dinero)
17. "Freestyle" (Boo & Gotti)
18. "Drop" (Timbaland & Magoo ft. Fatman Scoop)
19. "Mama" (Big Pun)
20. "You Lose" (Tah Murda)